# Ernst Kaltofen
Ernst Dagobert Kaltofen (* 23. Dezember 1841 in Langenau; † 27. September 1922 in Dresden) war ein deutscher Holzschnitzer und Bildhauer.

## Leben

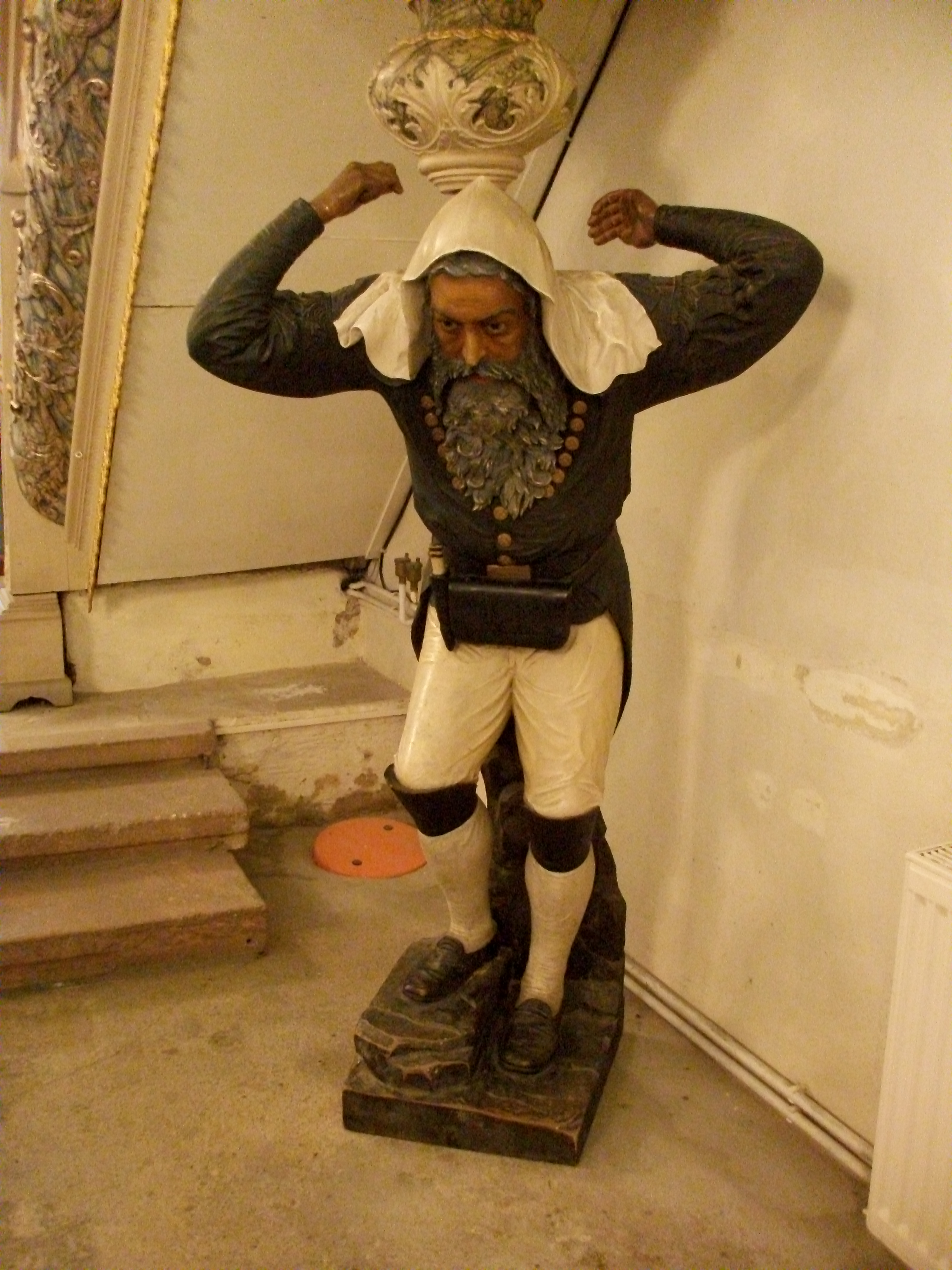
Kirche Zu unserer lieben Frauen (Neustädtel), Kanzelträger

Als Kind in einer armen Großfamilie musste Kaltofen bereits mit 13 Jahren zum Broterwerb als Bergjunge in einem Bergwerk arbeiten. In dieser Zeit entwickelte sich seine Begabung für das Zeichnen und Schnitzen, die um 1870 zu seinem Entschluss beitrug, Bildhauer zu werden. Im Mittelpunkt seiner Arbeiten standen Figuren und hölzerne Reliefs mit Darstellungen aus dem Leben erzgebirgischer Bergleute. Zu seinen Hauptwerken zählt der Träger der Kanzel in der Kirche Zu unserer lieben Frauen in Neustädtel.

## Ehrungen
Im Brand-Erbisdorf Ortsteil Langenau wurde eine Straße (Ernst-Kaltofen-Ring) nach ihm benannt.